# Parafia Najświętszego Serca Pana Jezusa w Sułoszowej
Parafia Najświętszego Serca Pana Jezusa w Sułoszowej – rzymskokatolicka parafia, położona w dekanacie sułoszowskim, diecezji sosnowieckiej, metropolii częstochowskiej w Polsce. Utworzona w 1315. 
Kościół parafialny po raz pierwszy wzmiankowany był w 1325–1327. Stanisław Szafraniec w poł. XVI w. zamienił go na zbór kalwiński. Na jego miejscu w latach 1933–1939 powstał obecny murowany kościół. Zbudowany przez proboszcza Jana Danielewicza, konsekrowany został 17 listopada 1941 przez biskupa kieleckiego Czesława Kaczmarka. Projekt kościoła opracował Stefan Szyller, architekt z Warszawy. Budowę nadzorował prof. Politechniki Lwowskiej dr inż. Jan Sas Zubrzycki. 
Kościół filialny pw. NMP Królowej Polski w Sułoszowej III, zbudowany w latach 1984–1989, poświęcony był 3 maja 1990 przez bpa pomocniczego diecezji kieleckiej Jana Gurdę. 
Barokowa kaplica zamkowa w Pieskowej Skale, pw. św. Jerzego, o powierzchni 120 m², powstała w 1661 z fundacji Michała Zebrzydowskiego, starosty lanckorońskiego (wnuka rokoszanina Mikołaja). Liturgicznie nieczynna, wymaga remontu. Wchodzi w skład zespołu muzeum.